# Giesekings konstant
Giesekings konstant är en matematisk konstant. Den är uppkallad efter Hugo Gieseking.

## Definition
Giesekings konstant definieras som integralen
{\displaystyle G=\int _{0}^{2\pi /3}\ln \left(2\cos {\tfrac {t}{2}}\right){\mathrm {d} }t=1,01494\;16064\;09653\;62502\;12025\;54274\;52028\;59416\;89307\;53029\;\ldots }
(talföljd A143298 i OEIS).

## Alternativa definitioner
Giesekings konstant kan även definieras som
{\displaystyle G={\rm {Cl_{2}}}\left({\tfrac {1}{3}}\pi \right)}
där {\displaystyle {\rm {Cl_{2}}}} är Clausens funktion,
{\displaystyle G={\frac {1}{36}}i\left(\pi ^{2}-36{\rm {Li_{2}}}(-(-1)^{2/3})\right)={\frac {1}{2}}i\left({\rm {Li_{2}}}((-1)^{2/3})-{\rm {Li_{2}}}((-1)^{1/3})\right)}
där {\displaystyle {\rm {Li_{2}}}} är dilogaritmen, 
{\displaystyle G=D\left({\frac {1}{2}}+i{\frac {\sqrt {3}}{2}}\right)}
där {\displaystyle D} är Bloch-Wigners dilogaritm, samt
{\displaystyle G={\frac {9-\psi _{1}({\tfrac {2}{3}})+\psi _{1}({\tfrac {4}{3}})}{4{\sqrt {3}}}}}
där {\displaystyle \psi _{1}} är trigammafunktionen.

## Oändlig serie
{\displaystyle G={\frac {3{\sqrt {3}}}{4}}\left(1-\sum _{k=0}^{\infty }{\frac {1}{(3k+2)^{2}}}+\sum _{k=1}^{\infty }{\frac {1}{(3k+1)^{2}}}\right)={\frac {3{\sqrt {3}}}{4}}\left(1-{\frac {1}{2^{2}}}+{\frac {1}{4^{2}}}-{\frac {1}{5^{2}}}+{\frac {1}{7^{2}}}-{\frac {1}{8^{2}}}\pm \ldots \right).}